# Národní soud

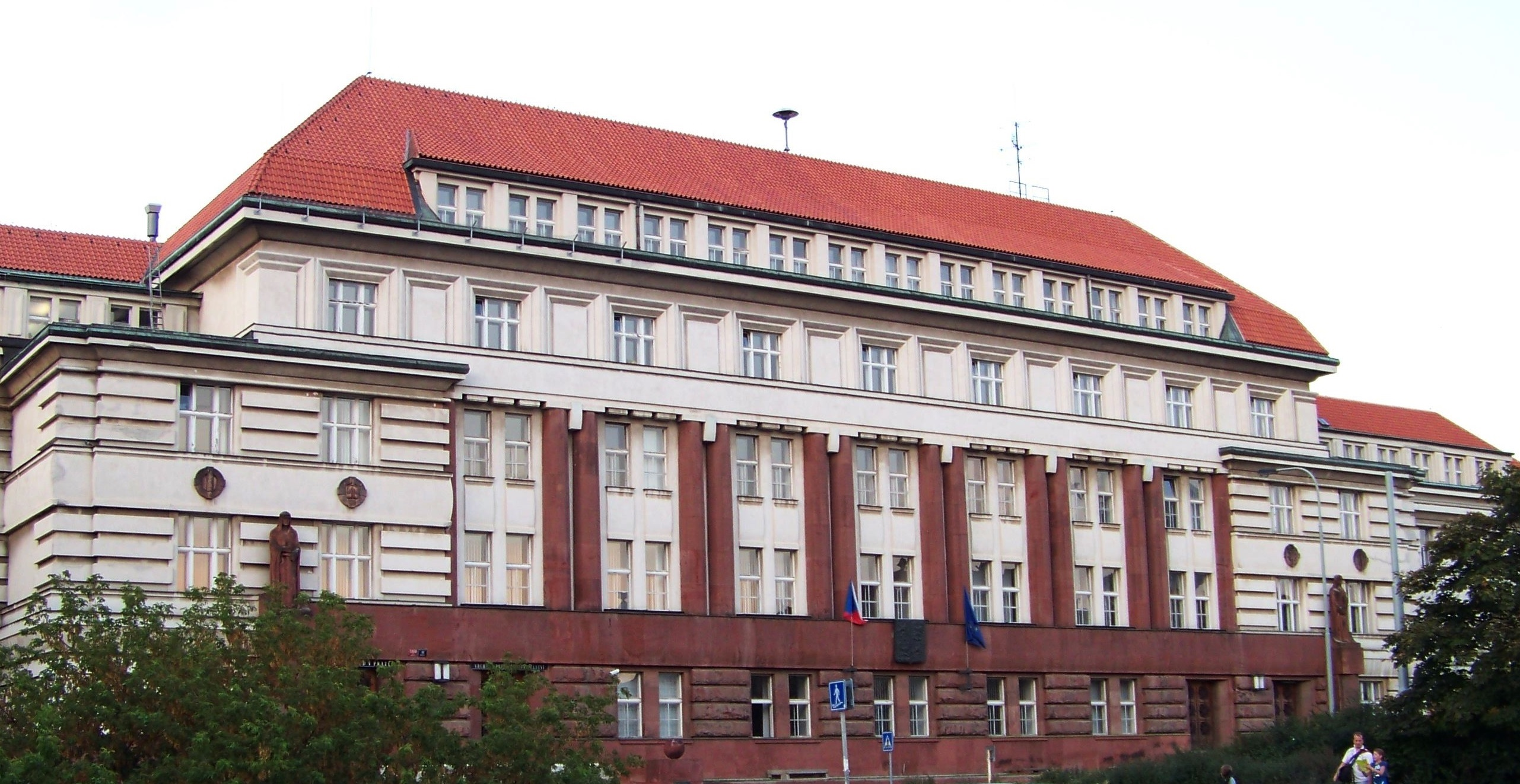
Justiční palác v Praze, sídlo Národního soudu

Národní soud byl mimořádný trestní a čestný soud zřízený v Československu po skončení druhé světové války na základě jednoho z retribučních dekretů prezidenta republiky. Sídlil v Praze, v justičním paláci na Pankráci (dnes sídlo vrchního soudu), a příslušela mu agenda trestního soudnictví za činnost proti československému státu v době zvýšeného ohrožení republiky (21. května 1938 – 31. prosince 1946). Ovšem jen vůči zvláště určeným osobám: protektorátnímu prezidentovi, členům protektorátních vlád, představitelům Vlajky, Kuratoria pro výchovu mládeže, České ligy proti bolševismu, Národní odborové ústředny zaměstnanecké a Svazu zemědělství a lesnictví, také kolaborujícím novinářům a dalším podobně významným veřejně činným osobám. Ostatní případy poválečného retribučního soudnictví vyřizovaly mimořádné lidové soudy v sídlech krajských soudů. Kromě něj působil i samostatný Národní soud v Bratislavě a oběma navíc předcházely národní soudy v Protektorátu Čechy a Morava.

## Složení soudu a řízení
Národní soud se skládal z přednosty, jeho dvou náměstků a z dalších soudců. Rozhodoval v sedmičlenných senátech, přičemž jejich předsedové museli být soudci z povolání. Přednostu, náměstky a předsedy senátů jmenoval prezident republiky na návrh vlády, ostatní přísedící (podmínkou nebylo právní vzdělání, ale mělo jít o osvědčené vlastence) vláda na návrh ministra spravedlnosti, který vycházel ze seznamů pořízených zemskými národními výbory v Praze a Brně. Veřejnou žalobu u Národního soudu vykonával národní prokurátor a jeho náměstci, jmenováni byli také vládou na návrh ministra spravedlnosti, kterému byli poté podřízeni.
Řízení mělo probíhat urychleně, bez řádného vyšetřování, obžalovaný ale měl právo na obhájce, pokud jej nevyužil, byl mu přidělen ex offo. Proti rozhodnutí Národního soudu nebyl přípustný žádný opravný prostředek a pokud byl vynesen trest smrti, musel být vykonán do dvou hodin, přičemž případná žádost o milost neměla odkladný účinek. Soud také mohl rozhodnout o tom, že se poprava vykoná veřejně. Působil ovšem nejen jako trestní soud, ale také jako soud čestný. I když jím souzené osoby nespáchaly žádný trestný čin ve smyslu retribučního soudnictví, ale nechovaly se „jak se slušelo na věrné a statečné občany československé“, mohly být odsouzeny ke ztrátě aktivního i pasivního volebního práva, práva svolávat veřejné shromáždění a účastnit se jich, politicky se organizovat a vydávat, redigovat nebo i jen přispívat do politických časopisů.

## Výsledky činnosti
Původně bylo fungování Národního soudu plánováno pouze na dobu jednoho roku, později bylo prodlouženo zákony č. 149/1946 Sb. a 245/1946 Sb. až do 4. května 1947. Nepůsobil i tak nijak dlouho, protože fakticky byl ustaven až v prosinci 1945 a první hlavní líčení proběhlo 15. ledna 1946. Obžalováno bylo celkem 83 osob, z toho tři ale pouze před čestným soudem. Podle zprávy, kterou po ukončení jeho činnosti v parlamentu přednesl ministr spravedlnosti Drtina, byl trest smrti nakonec uložen v 18 případech a doživotí v sedmi, 15 osob bylo Národním soudem naopak osvobozeno a ve čtyřech případech byla sice vyslovena vina, ale bylo upuštěno od potrestání.
Nejdůležitější osobou, která mohla stanout před Národním soudem, byl protektorátní prezident Emil Hácha, ten ale zemřel pár dní po svém zatčení, a nejsledovanějším se tak stal proces se členy jednotlivých protektorátních vlád. Ovšem ne se všemi, předseda vlády v letech 1939–1941 Alois Eliáš byl kvůli podpoře odboje popraven Němci, naopak nejznámější kolaborant, ministr školství a lidové osvěty Emanuel Moravec spáchal během osvobození sebevraždu a vyslanec protektorátu v Berlíně František Chvalkovský zemřel ještě před koncem války. Obžalován nebyl ani Ladislav Feierabend, který emigroval a účastnil se odboje v zahraničí. Nejpřísněji byl potrestán ministr zemědělství a lesnictví Adolf Hrubý, byl odsouzen na doživotí podobně jako Háchův politický sekretář Josef Kliment, ministr spravedlnosti a předseda třetí vlády Jaroslav Krejčí k těžkému žaláři na 25 let, předseda první vlády Rudolf Beran i ministr národní obrany Jan Syrový na 20 let těžkého žaláře, ministr dopravy Jindřich Kamenický k pětiletému trestu odnětí svobody a předseda poslední vlády Richard Bienert na tři roky. U ministra financí Josefe Kalfuse a ministra vnitra Josefa Ježka byla sice shledána vina, ale bylo upuštěno od potrestání a ministr vnitra Otakar Fischer, ministr dopravy Jiří Havelka, ministr školství a národní osvěty Jan Kapras a ministr veřejných prací Dominik Čipera byli Národním soudem osvobozeni.
Kromě toho Národní soud rozhodoval o různých významných kolaborantech. K trestu smrti byli z ústředního vedení Vlajky odsouzeni Jan Rys-Rozsévač, Josef Burda, Otakar Polívka a Jaroslav Čermák a z Kuratoria pro výchovu mládeže Karel Mihalíček, František Teuner, Eduard Chalupa a Jan Svoboda (ovšem Eduardu Chalupovi a Janu Svobodovi udělil prezident Beneš milost). Naproti tomu z činovníků České ligy proti bolševismu byl např. Josef Drachovský potrestán jen osmi měsíci odnětí svobody a Jan Malypetr byl osvobozen. Osvobozen byl také první předseda Národního souručenství Josef Nebeský. Fašisté Radola Gajda a Rudolf Dominik, kteří byli významní spíš před válkou, byli odsouzeni k dvouletému těžkému žaláři. Naopak Jiří Stříbrný byl odsouzen k doživotnímu trestu. Z kolaborujících bývalých československých vojáků byli k trestu smrti odsouzeni generálové Robert Rychtrmoc a František Bartoš a také generál četnictva Oto Bláha. Obžaloba se nevyhnula ani dalším významným veřejným osobnostem, Jan Antonín Baťa byl v nepřítomnosti odsouzen na 15 let odnětí svobody a generální ředitel Škodových závodů Adolf Vamberský k tříletému vězení. Osvobozeni byli např. diplomat Ferdinand Veverka nebo profesor Karel Domin. Retribuce postihla nakonec i aktivistické novináře, trest smrti vyslechli Rudolf Novák, Antonín Jaromil Kožíšek, Alois Kříž, Vladimír Krychtálek, Jaroslav Křemen, Karel Werner a Emanuel Vajtauer, jenž však před spravedlností uprchl. Z těchto odsouzených novinářů udělil prezident Beneš Jaroslavu Křemenovi milost.

## Další národní soudy
Takový soud ale nebyl v Československu jediným, na Slovensku fungoval samostatný Národní soud. Jeho soudce i žalobce jmenovalo předsednictvo Slovenské národní rady a byl pouze soudem trestním, jinak jeho složení a řízení před ním zhruba odpovídalo pražskému soudu. Soudil zejména slovenského prezidenta, členy slovenských vlád, poslance, členy Státní rady, představitele Hlinkovy gardy a další významné veřejně činné osoby Slovenského státu. Odsoudil např. k trestu smrti bývalého prezidenta Jozefa Tisa, předsedu vlády Vojtecha Tuku a ministra zahraničních věcí Ferdinanda Ďurčanského. Ministra vnitra Alexandra Macha a ministra národní obrany Ferdinanda Čatloše poslal na 30, resp. pět let do vězení.
Národní soud navíc existoval už dříve v Protektorátu Čechy a Morava, jakožto čestný soud měl provést revize majetku veřejně činných osob, který nabyly za první republiky. Předsedal mu viceprezident Nejvyššího účetního a kontrolního úřadu a přísedící tvořili dva soudci z Nejvyššího soudu a dva z Nejvyššího správního soudu. Zřídilo jej zcela bez právního podkladu již roku 1939 Národní souručenství a v roce 1942 byl prezidentem Háchou jako předsedou Národního souručenství z podnětu K. H. Franka pro naprostou neefektivitu zrušen, neboť za celou dobu neodhalil ani jeden případ korupce. Téhož roku bylo nicméně vydáno vládní nařízení, kterým se zřizoval další Národní soud, jenž měl pohnat k odpovědnosti české politiky považované za „nepřátele českého národa“.